# Yen coreano
El yen fue la moneda del Corea tras la ocupación japonesa entre 1919 y 1945. Tenía su paridad fijada al yen japonés, y estaba compuesto por monedas japonesas y billetes impresos específicamente para su uso en Corea. Estaba dividido en 100 sen y sustituyó al primer won a la par, para ser sustituido por el segundo wŏn surcoreano y por el wŏn norcoreano.

## Billetes
Entre 1902 y 1910, los billetes fueron emitidos por el Dai Ichi Ginko en denominaciones de 10, 20, 50 sen y 1, 5, 10 yen. Estos billetes se imprimieron con el diseño en sentido vertical y sustituyeron los antiguos billetes denominados en sen de 1872, y al yen militar japonés de finales del siglo XIX. Estos billetes podían ser canjeados por dinero japonés en cualquier banco de Corea.
En 1909, se fundó el Banco de Corea (韓國銀行, Hanguk Eunhaeng) en Seúl con las funciones de banco central y comenzó a emitir billetes de tipo moderno. Todos los billetes de este periodo están fechados en 1909 y se distribuyeron durante 1910 y 1911. Cuando Corea perdió su soberanía en 1910, el Banco de Corea cambió su nombre al de Banco de Joseon (朝鮮銀行). Los primeros billetes emitidos por este banco están fechados en 1911 y se distribuyeron en 1914. Sus denominaciones eran de 1, 5, 10 y 100 yen, aunque ocasionalmente se emitieron billetes de 5, 10, 20 y 50 sen. Se llegó a imprimir un billete de 1.000 yen, pero nunca llegó a circular al terminar la II Guerra Mundial.
| Denominación | Efigie      | Imagen del anverso | Imagen del reverso |
| ------------ | ----------- | ------------------ | ------------------ |
| 50 Sen       |             |                    |                    |
| 1 Yen        | Kim Yun-sik |                    |                    |
| 5 Yen        | Kim Yun-sik |                    |                    |
| 10 Yen       | Kim Yun-sik |                    |                    |
| 100 Yen      | Kim Yun-sik |                    |                    |